# Waidlerhaus (Blaibach)

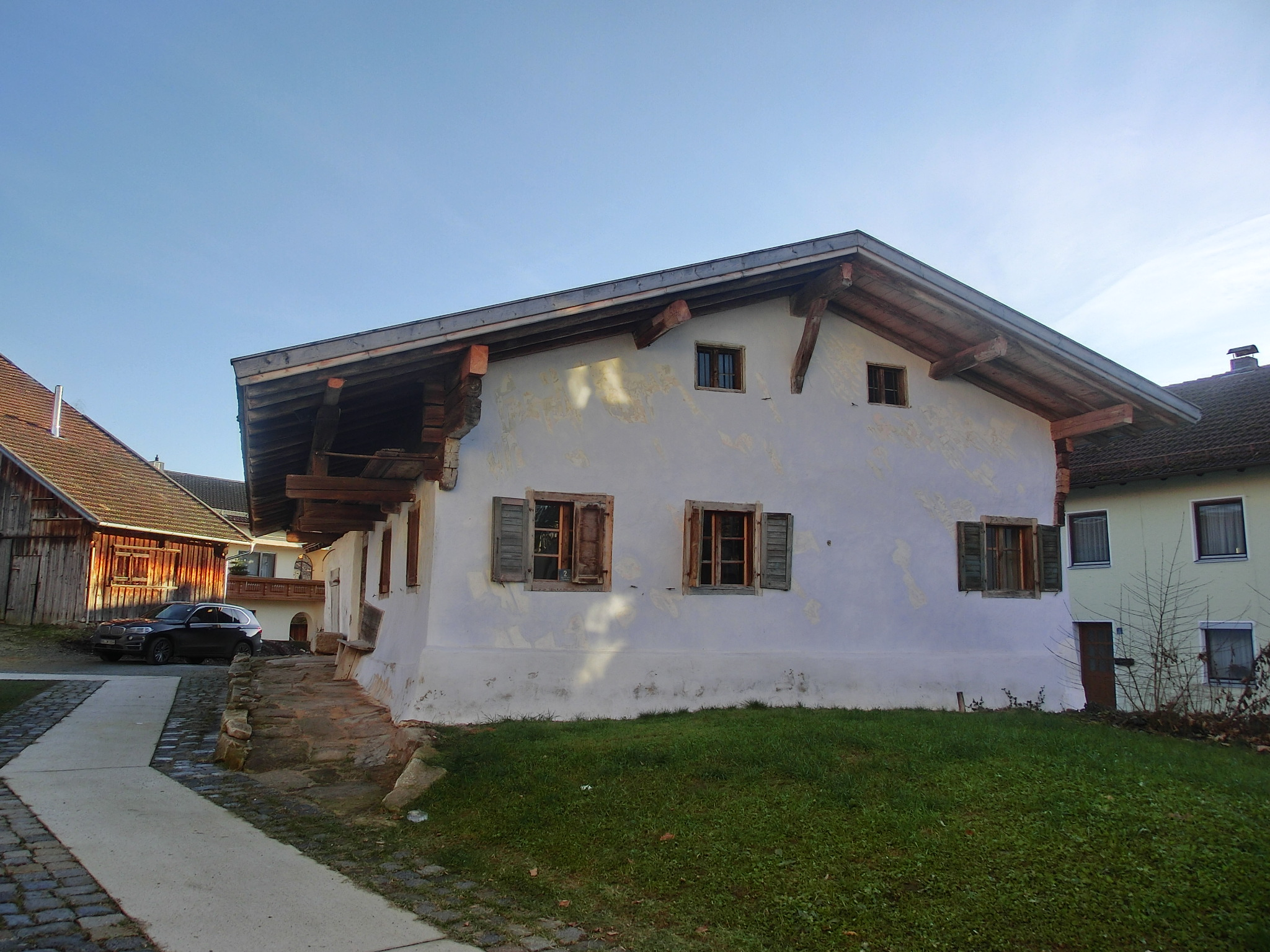
Nordansicht

Das Waidlerhaus in Blaibach aus dem 18. Jahrhundert wurde 2017 nach Plänen von Peter Haimerl umgebaut und ist unter der Aktennummer D-3-72-115-1 3 in der Denkmalliste Bayern eingetragen.

## Lage
Das Waldlerhaus befindet sich im oberpfälzischen Blaibach am Kirchplatz 2, in direkter Nähe zum Konzerthaus.

## Geschichte und Architektur

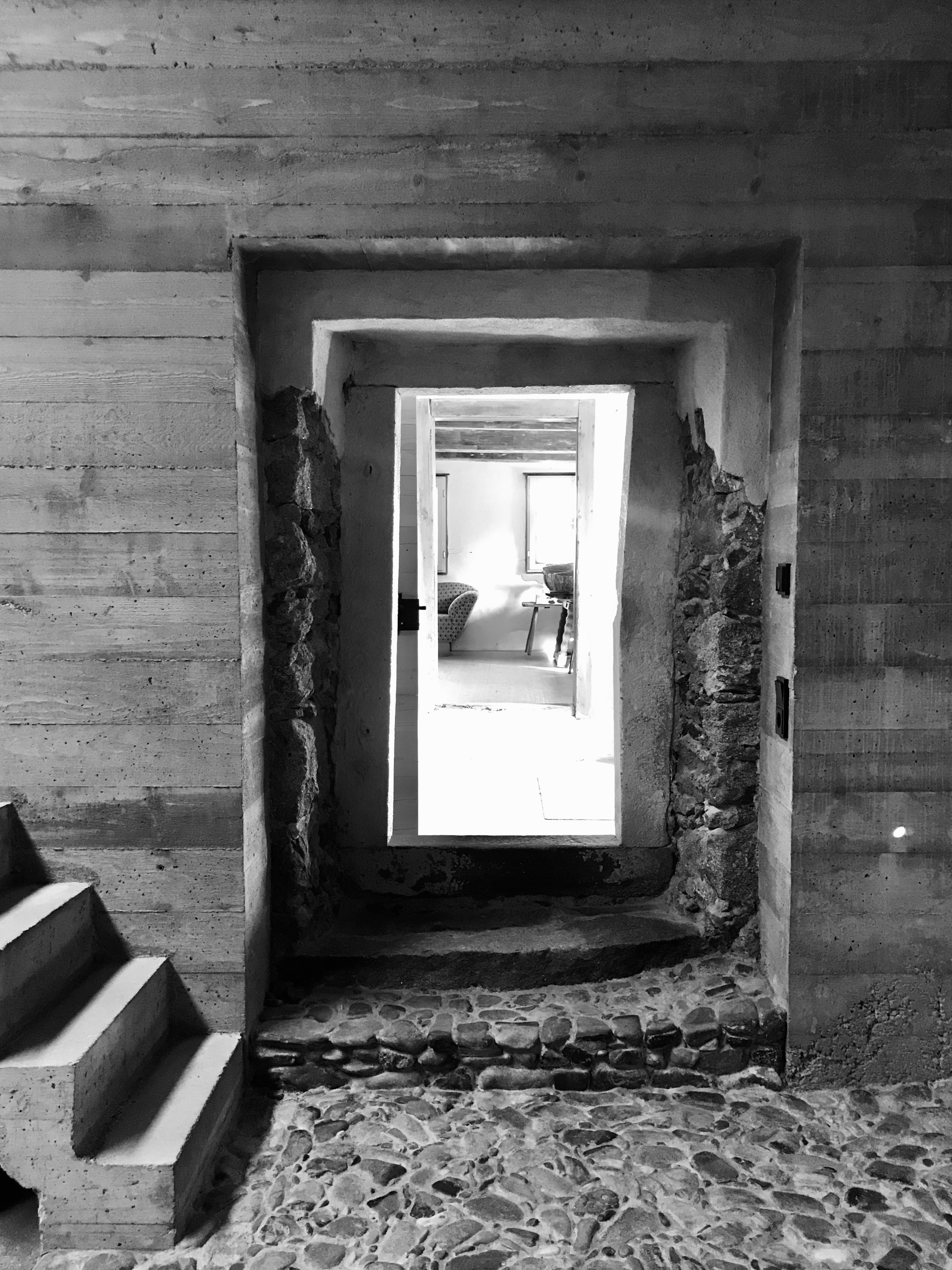
Innenraum

Es handelt sich um einen eingeschossigen und traufständigen Flach-Satteldachbau mit verputztem Blockbau-Obergeschoss. Angebaut an das Haus ist ein Austragshaus. Im Jahr 2014 beauftragte der Bauherr, Thomas E. Bauer, den gebürtigen Viechtacher Architekten mit dem Umbau. Das Innere wurde stark verändert und ist von Sichtbeton geprägt.

## Baudenkmal
Das Waidlerhaus steht unter Denkmalschutz und ist im Denkmalatlas des Bayerischen Landesamtes für Denkmalpflege und in der Liste der Baudenkmäler in Blaibach eingetragen.